# Gemeenschap van Protestantse Kerken in Europa
De Gemeenschap van Protestantse Kerken in Europa (GPKE) (Duits: Gemeinschaft Evangelischer Kirchen in Europa, GEKE, Engels: Community of Protestant Churches in Europe, CPCE, Frans: Communion d'Églises Protestantes en Europe) is een verband van protestantse kerkgenootschappen, waarbij de meeste lutherse, hervormde en methodistische kerken in Europa en enkele kerken in Zuid-Amerika zijn aangesloten.
De GPKE werd in 1973 als Kerkengemeenschap van Leuenberg opgericht, met als basisdocument de Concordie van Leuenberg (Duits: Leuenberger Konkordie), officieel de Concordie van reformatorische kerken in Europa genaamd. In 2003 werd de naam veranderd in Gemeenschap van Protestantse Kerken in Europa.
Tot de aangesloten kerken behoren onder andere:
- In Nederland: De Protestantse Kerk in Nederland (PKN) en de Remonstrantse Broederschap
- In België: De Verenigde Protestantse Kerk.